# Ptychobarbus dipogon
Ptychobarbus dipogon es una especie de peces de la familia de los Cyprinidae.

## Descripción
Los machos pueden llegar alcanzar los 34,5 cm de longitud total.

## Hábitat
Es un pez de agua dulce y de clima subtropical.

## Distribución geográfica
Se encuentran en la cuenca del río Brahmaputra en el Tíbet.